# Campagna della Nuova Guinea occidentale
La campagna della Nuova Guinea occidentale è stata una serie di battaglie combattute, nel Territorio della Nuova Guinea australiano e nella Nuova Guinea olandese, come parte della Campagna della Nuova Guinea durante la guerra del Pacifico.
Le forze alleate di Stati Uniti ed Australia attaccarono le posizioni dell'impero giapponese lungo la costa nord occidentale della Nuova Guinea, iniziando, il 22 aprile 1944, con le operazioni Reckless e Persecution, lo sbarco del 1º Corpo d'armata statunitense a Hollandia e Aitape. I combattimenti continuarono fino alla fine della guerra.

## Maggiori battaglie della campagna
- Operazioni Reckless e Persecution
  - sbarco ad Aitape
  - battaglia di Hollandia
- battaglia di Wakde
- battaglia di Lone Tree Hill
- battaglia di Morotai
- battaglia di Biak
- battaglia di Noemfoor
- battaglia del fiume Driniumor
- battaglia di Sansapor
- campagna di Aitape-Wewak